# Leluchów
Leluchów (ukrainisch Лелюхів) ist eine Ortschaft mit einem Schulzenamt der Gemeinde Muszyna im Powiat Nowosądecki der Woiwodschaft Kleinpolen in Polen.

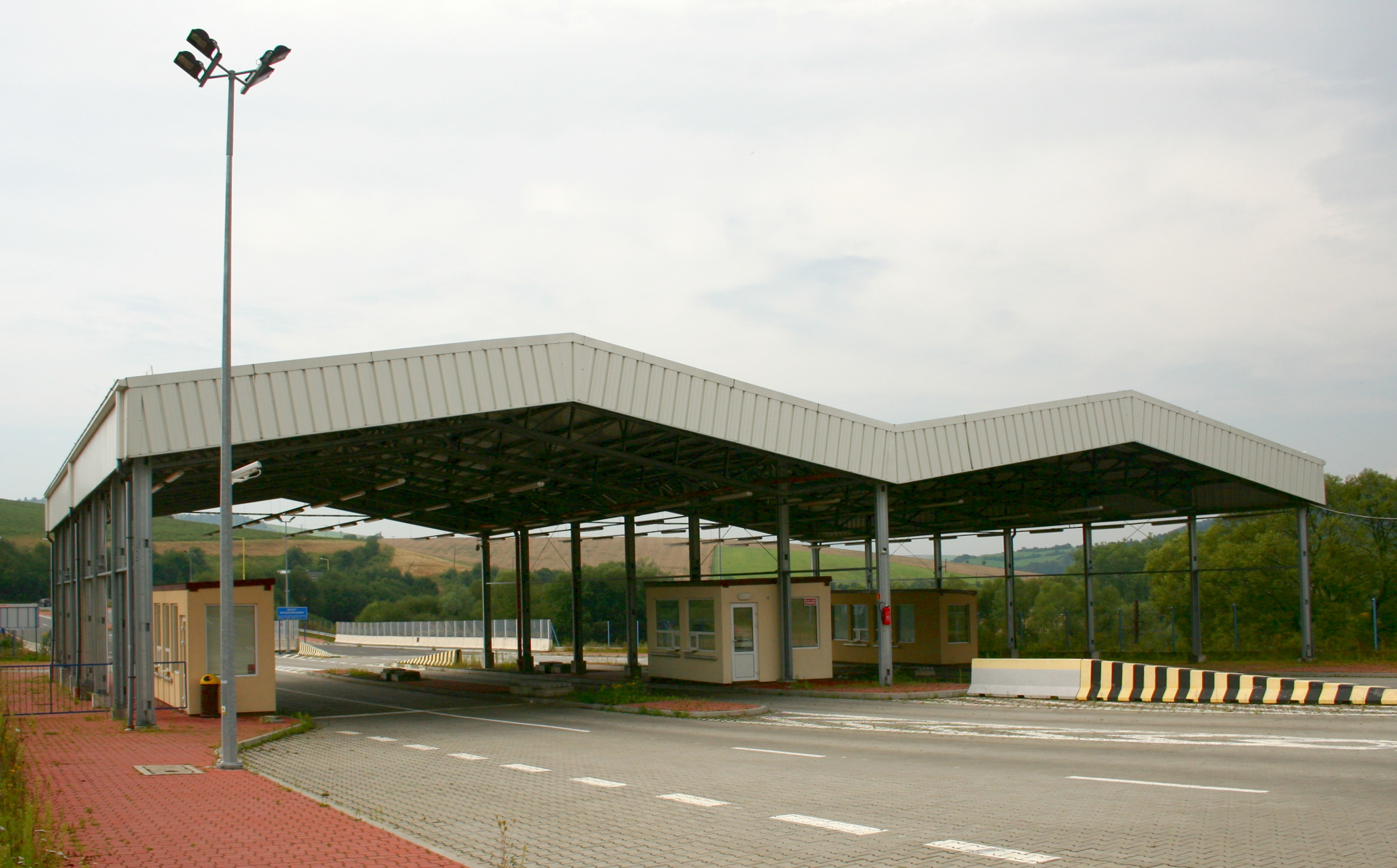
Ehemaliger Grenzübergang

## Geographie
Der Ort liegt in den Leluchower Bergen (Góry Leluchowskie), die nach Jerzy Kondracki ein Teil der Sandezer Beskiden sind, am westlichen Rand des sogenannten Lemkenlands. Die Nachbarorte sind die Stadt Muszyna im Norden, Dubne im Osten, sowie die Slowakei im Westen und Süden (Ruská Voľa nad Popradom).

## Geschichte
Der Ort wurde im Jahr 1529 als Leluchow erstmals urkundlich erwähnt. Der besitzanzeigende Name (im 16. Jahrhundert vorübergehend Lelich-owa) ist vom Personennamen Leluch abgeleitet.
Das Dorf im Land Muszyna, Kreis Sącz der Woiwodschaft Krakau wurde von Lemken bewohnt, die wie die Stammverwandten in Dubne von anderen örtlichen Ruthenen Wenhrini (wörtlich Magyaren) benannt wurden, weil sie sehr enge Beziehungen mit den Russinen aus Ruská Voľa nad Popradom (Ehen, gemeinsame Ackerfelder usw.) unterhielten.

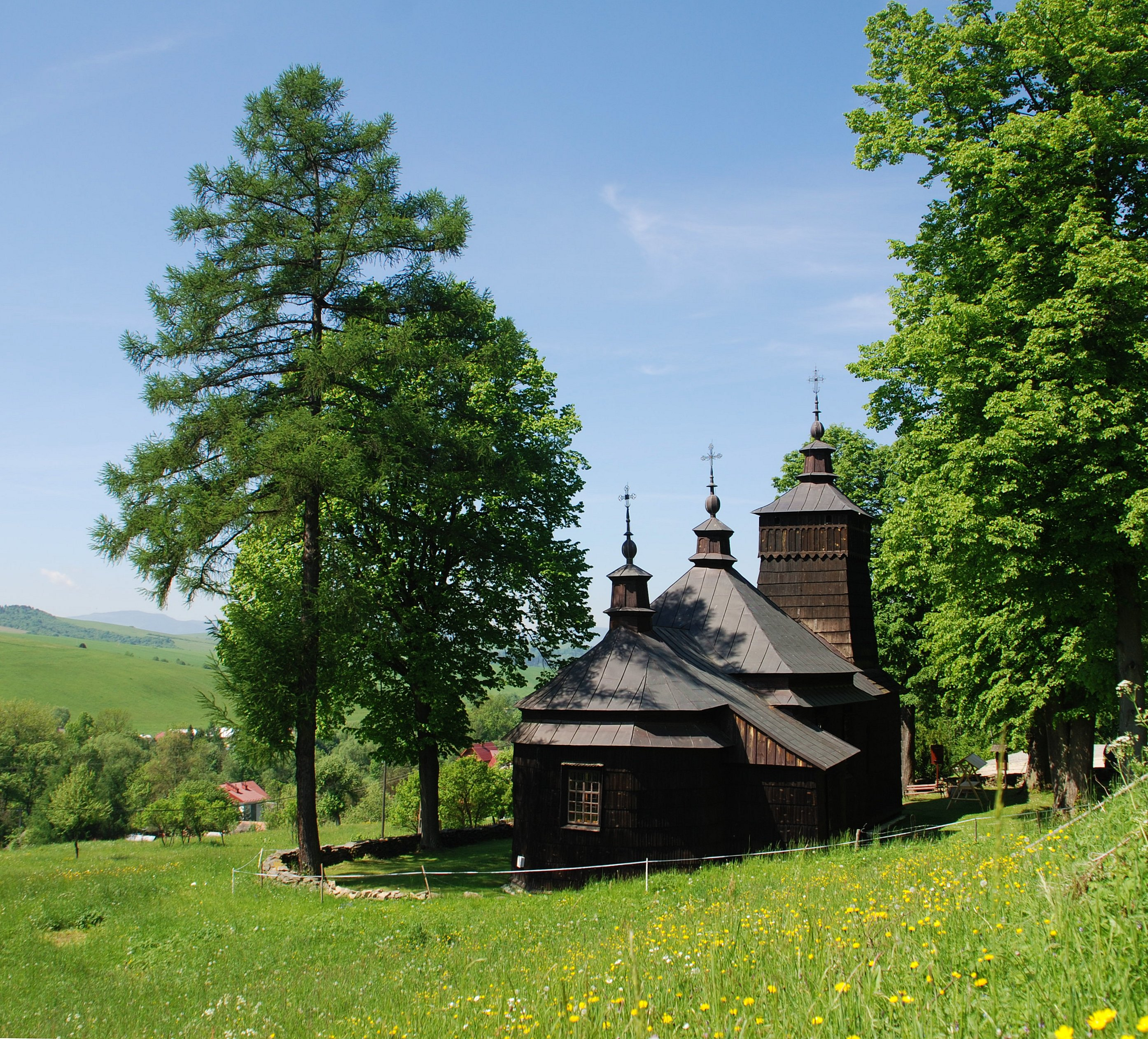
Ehemalige griechisch-katholische Kirche

Bereits vor der Ersten Polnischen Teilungen besetzten die Habsburger das Land Muszyna im Jahr 1770. Zwei Jahre später kam Leluchów zum neuen Königreich Galizien und Lodomerien des habsburgischen Kaiserreichs (ab 1804). Im Jahr 1900 hatte die Gemeinde Leluchów 629 Hektar Fläche, 80 Häuser mit 427 Einwohnern, davon die Mehrheit ruthenischsprachig (400) und griechisch-katholisch (398), außerdem 17 polnischsprachige, 18 römisch-katholische und 11 Juden.
1918, nach dem Ende des Ersten Weltkriegs und dem Zusammenbruch der k.u.k. Monarchie, kam Leluchów zur Zweiten Polnischen Republik. Im Zweiten Weltkrieg gehörte es zum Distrikt Krakau im Generalgouvernement. 1944 wurden die Lemken in die sowjetische Ukraine umgesiedelt, der Rest wurde in der Aktion Weichsel vertrieben.
Von 1975 bis 1998 gehörte Leluchów zur Woiwodschaft Nowy Sącz.